# Médaille commémorative des campagnes de Libye
La Médaille commémorative des campagnes de Libye (Medaglia commemorativa delle campagne di Libia) est une médaille attribuée par le royaume d'Italie en 1913 pour tous ceux qui avaient participé aux campagnes de guerre en Libye à partir de 1911 ; elle est devenue obsolète et n'a été supprimée qu'en 2011.

## Critères d'éligibilité
La médaille a été créée pour récompenser les soldats de l'armée royale, les troupes coloniales et le personnel civil et militaire de la marine royale italienne qui avaient participé aux campagnes de guerre en Libye ou dans les territoires dépendant de l'Empire ottoman, après la défaite de ce dernier dans la guerre italo-turque qui a éclaté en 1911 et s'est terminée en 1912.

## Décoration

### Médaille
La médaille consistait en un disque d'argent de 32 mm de diamètre portant :
Sur l'avers
le visage de Victor Emmanuel III tourné vers la droite, entouré de la légende : "VITTORIO . EMANUEL . III. RE . D' ITALIA" et sous le col la signature du graveur Luigi Giorgi ;
Au verso
l'inscription "LIBIA", au centre, entourée de deux branches de laurier.
La médaille a été frappée par l'hôtel des monnaies de Rome, mais d'autres entreprises ont également produit des exemplaires à titre privé, dont certains en bronze argenté.

## Ruban
Le ruban était composé de six bandes bleues alternant avec cinq bandes rouge foncé.

## Barrette
Les bandes de bronze à appliquer sur le ruban indiquaient les années de campagne dans lesquelles on avait servi. Les barrettes étaient autorisées pour les années : "1912", "1912-13", "1913", "Fezzan/913", "1913-14", "Fezzan/913-914", "1914", "Fezzan/914", "1914-15", "1915", "Tripolitaine/1915", "1915-16", "1916", "1916-17", "1917", "1917-18", "1918", "1918-19", "1919", "1919-20", "1920", "1920-21", "1921", "1922", "1923", "1924", "1925", "1926", "1927", "Tripolitaine 1927-1928", "1928", "1929", "Tripolitaine 1929-1930", "1930", "1931" 
La médaille est très similaire à la médaille commémorative de la guerre italo-turque (1911-1912), dont elle ne diffère que par la devise ; le ruban est également identique.

## Référence
1. ↑  Décret royal n° 1144, 6 septembre 1913, par laquelle certains membres du personnel de l'armée et de la marine royales sont autorisés à porter la médaille commémorative créée par le décret royal n° 1342 du 21 novembre 1912, portant au revers la devise suivante "Libia", dans le Journal Officiel du Royaume n. 231 du 4 octobre 1913, en vigueur depuis le 19 octobre.
2. ↑  Décret du Président de la République n° 248 du 13 décembre 2010, concernant le " Règlement d'abrogation expresse des règlements existants qui ont épuisé leur fonction ou qui sont dépourvus de contenu réglementaire effectif ou qui sont autrement obsolètes, aux termes de l'article 17, alinéa 4ter, de la loi n° 400 du 23 août 1988 ", dans le G. U. série générale n° 20 du 26 janvier 2011, supplément ordinaire n° 18, en vigueur depuis le 10 février 2011.

## Source
- (it) Cet article est partiellement ou en totalité issu de l’article de Wikipédia en italien intitulé « Medaglia commemorativa delle campagne di Libia » (voir la liste des auteurs).